# Nature Conservation Glacier
Nature Conservation Glacier är en glaciär i Antarktis. Den ligger i Sydshetlandsöarna. Argentina, Chile och Storbritannien gör anspråk på området. Nature Conservation Glacier ligger 100 meter över havet.
Terrängen runt Nature Conservation Glacier är kuperad norrut, men söderut är den platt. Havet är nära Nature Conservation Glacier åt sydväst. Trakten är glest befolkad. Närmaste befolkade plats är Commandante Ferraz Station, 11,2 km norr om Nature Conservation Glacier. 